# Cossombrato
Cossombrato – miejscowość i gmina we Włoszech, w regionie Piemont, w prowincji Asti.
Według danych na styczeń 2009 gminę zamieszkiwało 508 osób przy gęstości zaludnienia 95,3 os./km².